# 讓我重生
讓我重生是由美國搖滾樂團伊凡塞斯為其專輯《落入凡間》錄製的歌曲。結尾唱片於2003年4月7日將其作為專輯的主打單曲發行。歌曲由樂團成員埃米·李、班傑明·穆迪和大衛·霍奇編曲，戴夫·福特曼製作。據李說，〈讓我重生〉有多種意義和啟發；其主題是在餐廳發生的事件，思想開放以及喚醒主角生活中缺失的事物。李後來透露，這首歌的靈感來自她的老友兼丈夫喬許·哈茲勒（Josh Hartzler）。
歌曲獲得普遍好評，歌評稱讚這首歌的旋律、李的歌聲和提姆·麥卡特的伴奏。更成為該樂團的代表歌曲。在加入《夜魔俠》原聲帶後知名度更上一層樓，在澳大利亞、英國和義大利的音樂排行榜上名列前茅。